# Pavel Dolgoroukov
Pour les autres membres de la famille, voir famille Dolgoroukov.
Le prince Pavel Dmitrievitch Dolgoroukov (en russe : Павел Дмитриевич Долгоруков), né en 1866, exécuté en 1927, est un homme politique russe à l'initiative duquel est créée l'Union des zemtsevs et des constitutionalistes.

## Biographie
Il est le frère jumeau de Piotr Dolgoroukov (1866-1951).